# Przełęcz Loveland
Loveland (ang. Loveland Pass) – przełęcz w Górach Skalistych, w północnej części stanu Kolorado w USA. Przełęcz jest położona w kontynentalnym dziale wodnym około 70 km na zachód od Denver.

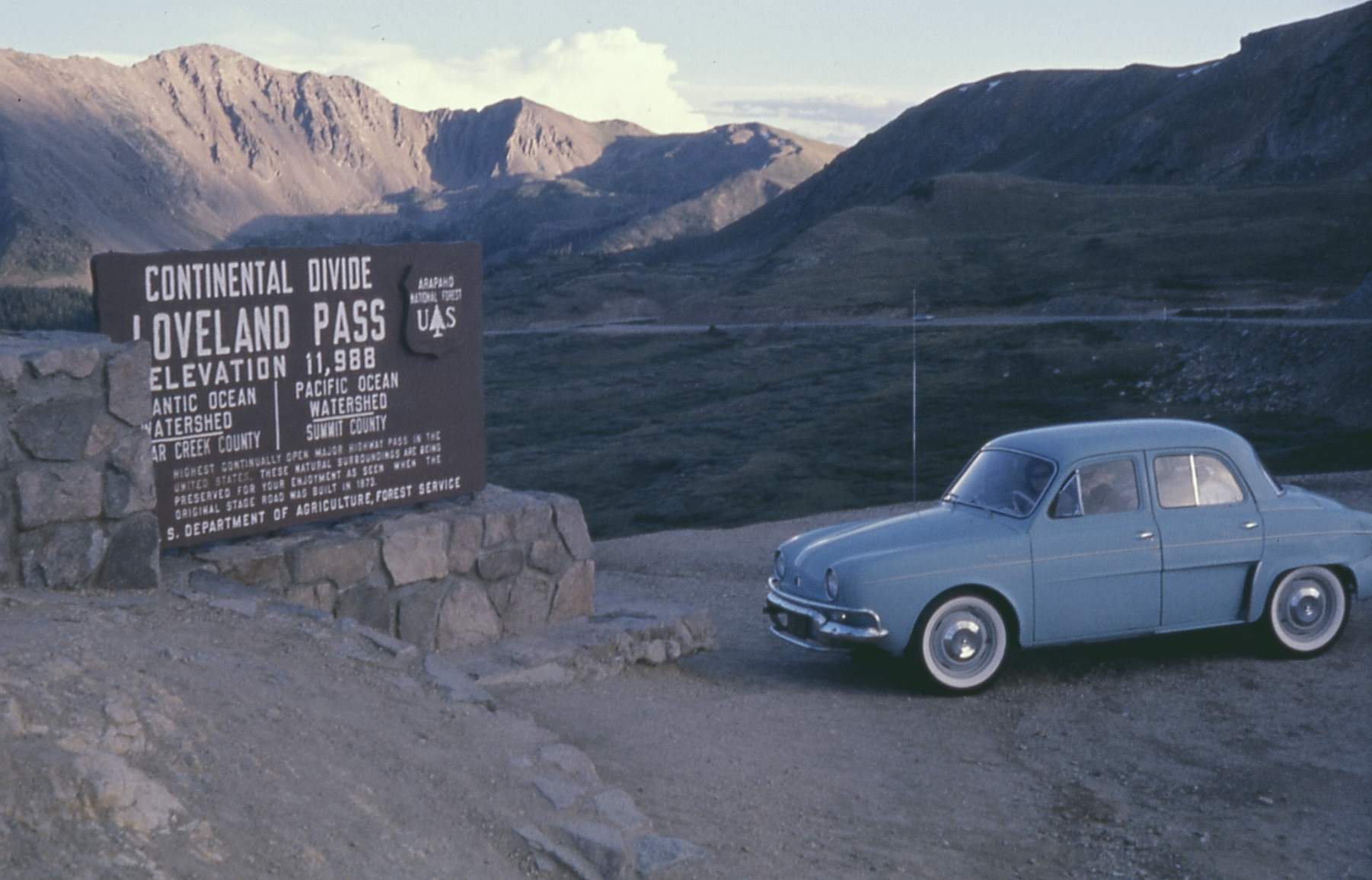
Sierpień 1964, na szczycie przełęczy

Przez przełęcz przebiega droga nr 6. Kręta, stroma (6,7%), z licznymi zakrętami i zwrotami jest uznawana za wyjątkowo zdradliwą w zimie i jest trudna w odśnieżaniu. Mimo to Loveland jest najwyższą przełęczą na świecie, która pozostaje otwarta w sezonie zimowym. Otwarcie tunelu Eisenhowera w marcu 1973 roku, pozwoliło kierowcom ominąć przełęcz przez pobliską autostradę I-70. Ciężarówki z niebezpiecznymi materiałami i zbyt wysokie (powyżej 13'11", 4,2 m), które nie mogą przejeżdżać przez tunel muszą przejeżdżać przez przełęcz korzystając z drogi nr 6, 244 m nad tunelem.
Czasami w zimie, droga może być zamknięta przez zamieć i cały ruch musi korzystać z tunelu, w tym pojazdy z materiałami niebezpiecznymi co normalnie jest zabronione. W przypadku słabszych opadów wprowadzany jest obowiązek jazdy z łańcuchami.
Po wschodniej stronie przełęczy znajduje się ośrodek narciarski Loveland Ski Area, a po zachodniej Arapahoe Basin. Przełęcz jest popularna wśród narciarzy backcountry.
Przełęcz ma swoją nazwę od Williama Lovelanda, który był prezesem Central Railroad Colorado. Miasto Loveland, leżące 80 km na północ od Denver jest również nazwane jego imieniem.